# Mininco
Este artículo trata de la localidad chilena, para la empresa véase Forestal Mininco
Mininco, localidad ubicada en la comuna de Collipulli en la Región de La Araucanía, Chile.

## Historia
A partir de 1887, Mininco pasó a ser parte del Departamento de Angol como su 3ª Subdelegación. 
La Cámara de Diputados de Chile aprobó el 10 de mayo de 2007 una iniciativa para solicitar estudios para la formación de una comuna en Mininco a la SUBDERE.

## Demografía
Esta localidad cuenta con una población de aproximadamente 5.500 personas que viven en el poblado, aunque su territorio es el más reducido de las localidades de Collipulli.

## Economía
El poblado cuenta con más servicios en relación con las demás localidades de Collipulli debido a su alta población y una gran empresa papelera que es una gran fuente de empleo para su población y la población flotante del lugar. En la seguridad cuenta con un retén de Carabineros de Chile y Cuartel de Bomberos de Mininco
, existe una estación ferroviaria en la que se hacen maniobras para ingresar a Planta Pacífico de la Compañía Manufacturera de Papeles y Cartones, y que da movilización a los trenes.